# プジョー・RCZ

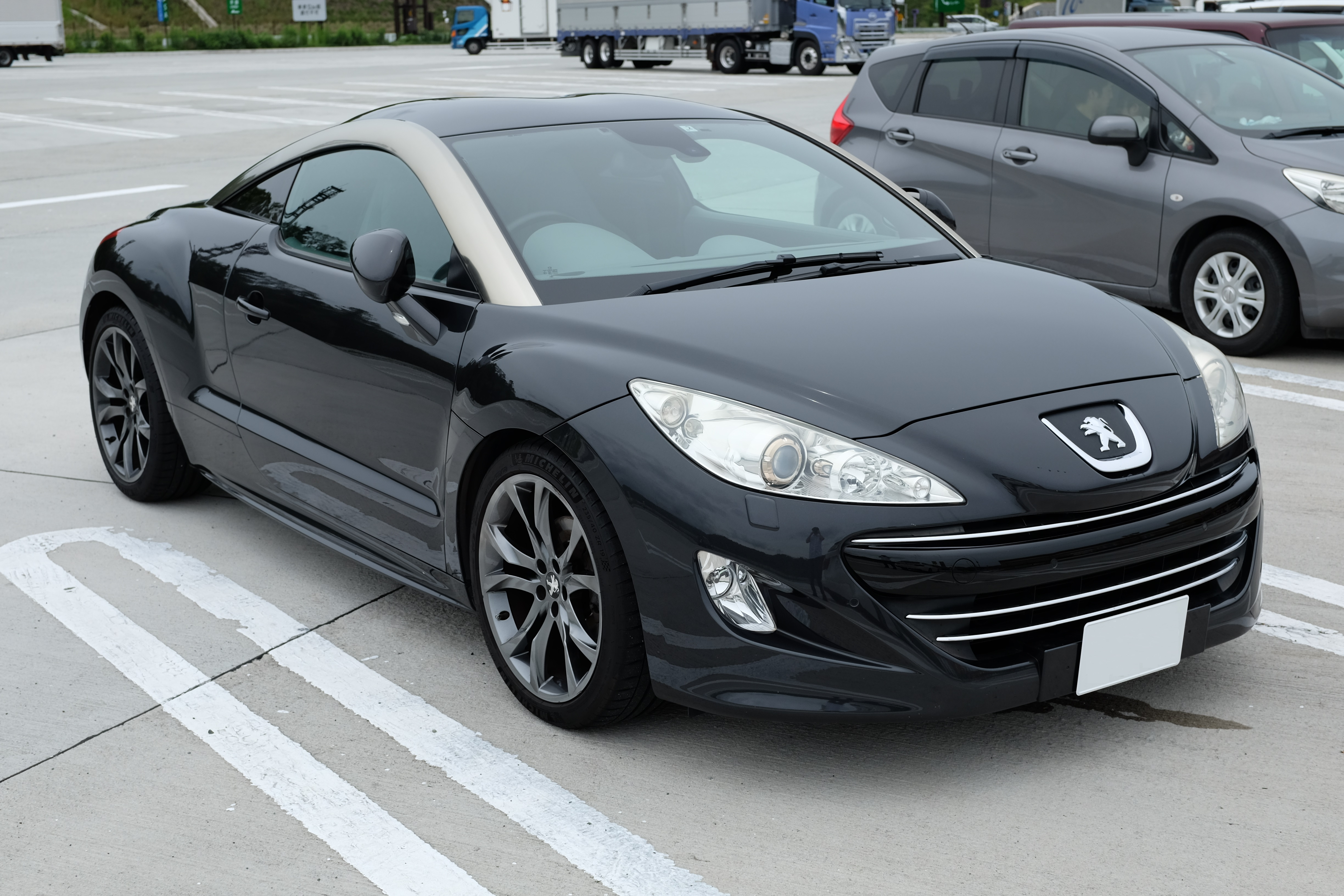
RCA 2011年モデル インテグラルレザーパック

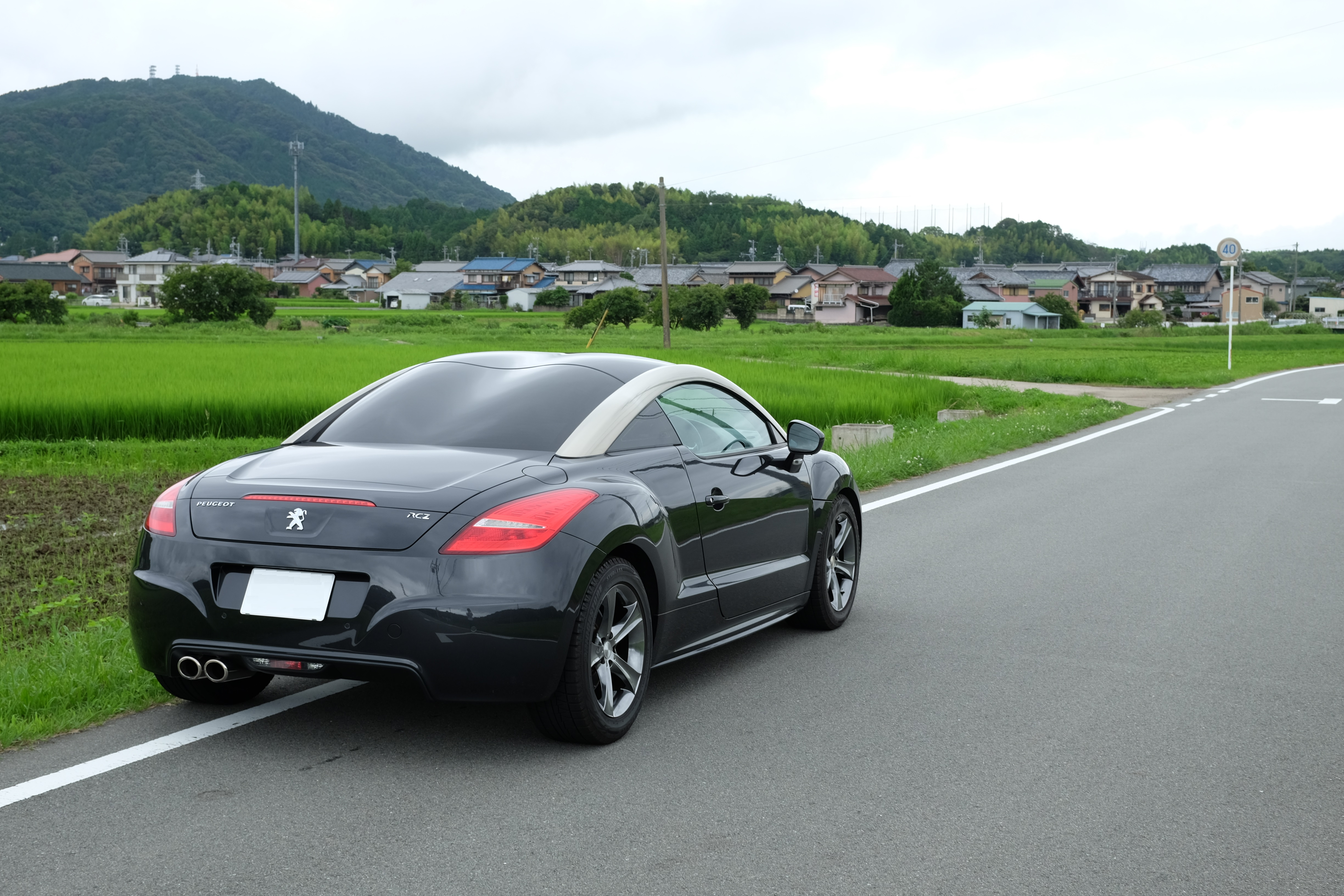
RCZ 1.6 2011年モデル インテグラルレザーパック

プジョー・RCZは、フランスの自動車メーカー、プジョーが製造・販売していた「2+2」（ツープラスツー）タイプのスポーツクーペである。

## 概要

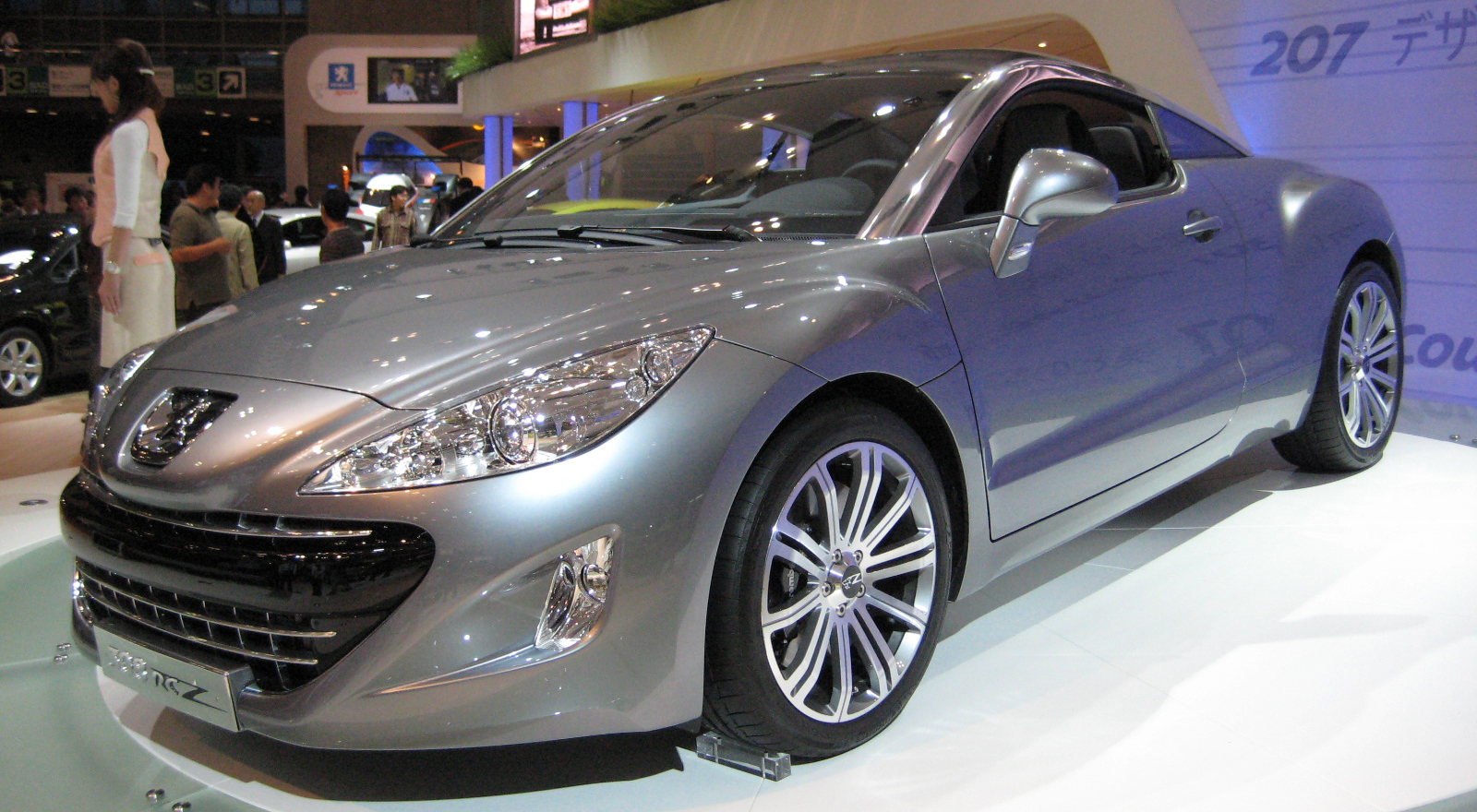
308 RCZ

2007年9月に行われたフランクフルトモーターショーにおいてコンセプトカー「308 RCZ」が発表され、その市販版として2009年9月の同モーターショーにおいて「RCZ」が発表、2010年4月に販売が開始された。生産はマグナ・シュタイアのグラーツ工場で行われる。
プジョーの普通乗用車としては、1929年に発売された201以来初めて数字を車名としない車種である。また、プジョーの新エンブレムも本車が初採用となった。
市販版RCZの発表が行われたフランクフルトショーには、三洋電機製のニッケル・水素バッテリーを搭載し、エンジンが前輪を、モーターが後輪を駆動する方式をとるハイブリッドモデルの「RCZハイブリッド4」も出展された。エンジンは2.0 Lのディーゼルが搭載され、モーターは最高出力37PS、最大トルク20.4kgf·mを発揮する。
第31回2010-2011RJCカー・オブ・ザ・イヤー10ベストカーに選出。第31回2010-2011日本カー・オブ・ザ・イヤー実行委員会特別賞を受賞。

## メカニズム
ガソリンエンジンは、1.6 L直列4気筒の直噴ツインスクロールターボエンジンが搭載され、最高出力156PSと200PSの2種類が用意される。
他に台数限定だがプジョースポールがF1マシンクラスのアルミピストンや専用足回りなどでチューニングした、1.6 Lで最高出力270ps、最大トルク330Nmを発生し、6速マニュアルミッションを搭載する「RCZ R」｢RCZ R Final Version｣といった上位グレードも存在する。
ディーゼルエンジンには直4 2.0Lのターボエンジン1種類が用意される。ガソリンエンジンの156PS仕様にはBVA6型6速ATおよびBVM6型6速MTが、同200PS仕様およびディーゼルエンジンには6速MTのみが組み合わせられるが、6速AT車は2010年夏より発売される。なお、ガソリンエンジンの200PS仕様は最大トルクが通常時で26.0kgf・mとなるが、オーバーブースト機能使用時には最大トルク28.0kgf・mまで向上する。
プラットフォームには308（第1世代）にも採用されるPSA「プラットフォーム2」を採用しており、前後のサスペンションは308と共有する。また、内装も308のものをベースとしている。外装では屋根からリアウインドウにかけて車両の中央部がくぼんだ「ダブルバブルルーフ」と呼ばれるデザインを採用しており、屋根の素材は標準車はアルミニウム、カーボンルーフパッケージではカーボン製となる。